# Булевард-Гарденс (Флорида)
Булевард-Гарденс (англ. Boulevard Gardens) — переписна місцевість (CDP) в США, в окрузі Бровард штату Флорида. Населення — 1457 осіб (2020).

## Географія
Булевард-Гарденс розташований за координатами 26°7′30″ пн. ш. 80°10′56″ зх. д. / 26.12500° пн. ш. 80.18222° зх. д. (26.125070, -80.182205).  За даними Бюро перепису населення США в 2010 році переписна місцевість мала площу 0,67 км², уся площа — суходіл.

## Демографія
Згідно з переписом 2010 року, у переписній місцевості мешкали 1274 особи в 419 домогосподарствах у складі 295 родин. Густота населення становила 1907 осіб/км².  Було 475 помешкань (711/км²).
Расовий склад населення:
| - 94,3 % — чорних або афроамериканців - 2,8 % — білих - 0,2 % — корінних американців |

До двох чи більше рас належало 2,0 %. Частка іспаномовних становила 2,6 % від усіх жителів.
За віковим діапазоном населення розподілялося таким чином: 24,1 % — особи молодші 18 років, 60,9 % — особи у віці 18—64 років, 15,0 % — особи у віці 65 років та старші. Медіана віку мешканця становила 39,0 року. На 100 осіб жіночої статі у переписній місцевості припадало 97,2 чоловіків;  на 100 жінок у віці від 18 років та старших — 91,5 чоловіків також старших 18 років.
Середній дохід на одне домашнє господарство  становив 51 978 доларів США (медіана — 44 145), а середній дохід на одну сім'ю — 59 098 доларів (медіана — 50 357). За межею бідності перебувало 5,4 % осіб, у тому числі 10,9 % дітей у віці до 18 років та 11,3 % осіб у віці 65 років та старших.
Цивільне працевлаштоване населення становило 797 осіб. Основні галузі зайнятості: освіта, охорона здоров'я та соціальна допомога — 45,8 %, роздрібна торгівля — 14,4 %, виробництво — 7,3 %, будівництво — 6,1 %.